# 친로파
친러파는 조선 말기 극동으로 진출하는 러시아 제국세력에게 충성하고 일본과 청나라 세력에 대항하여 정권을 잡았던 정파를 말한다.

## 개요
청일전쟁 후 조선에서 청나라 세력을 제거하고 김홍집 중심의 친일내각을 조직케 하는 등 조선침략에 열을 올리던 일본제국에 대해 러시아 제국이 이른바 '삼국간섭'을 주도하여 일본의 기세를 꺾음으로써 조선에서는 친로(親露)적인 기운이 고개를 들기 시작했다. 이러한 가운데 편승하여 친로파에 돌아선 이범진, 이완용 등이 민비의 동의를 얻어 정권을 장악하고 1895년 친로파 내각을 성립시켰다. 이에 일본은 이노우에 공사를 소환하고 군출신인 미우라를 공사로 파견, 세력을 만회할 기회를 노리다가, 마침내 1895년 8월 20일 일본인 낭인들을 동원하여 민비를 살해하고, 흥선대원군을 내세워 다시 친일내각을 조직함으로써 친로파를 몰아냈다. 그러나 민비살해 사건은 국제적으로도 커다란 물의를 일으켜 일본은 부득이 미우라를 소환, 파면함으로써 사태를 수습하려 했다.
이 틈을 타서 친로파인 이범진, 이완용 등 '정동파'세력들은 러시아제국 주한 공사관 베베르를 찾아가 상의하고, 1896년 2월 러시아제국 수병 100명을 한성부로 끌어들인 후 갑자기 고종과 왕세자를 주한 러시아제국 공사관(現 서울 정동에 위치)으로 빼돌리는 이른바 아관파천을 감행했다. 뒤이어 이들은 윤용선을 총리대신으로 하는 친로파 내각을 수립하고 친로정책을 펴나갔다. 이 기간 중 러시아 제국은 조선으로부터 압록강 유역과 울릉도의 삼림채벌권, 경원,종성의 광산채광권, 목포, 고하도 조차권 등 수많은 이권을 침탈하고 챙겨갔다. 
그러나 1904년 러일전쟁을 일으켜 승리한 일본제국이 이듬해 9월 포츠머스 강화조약으로 조선에서의 우월권을 확립하게 되었다. 이때부터 조선의 친로파 세력들 가운데 상당수가 친일파로 돌아서서 을사늑약과 한일병합에 적극 협조하는 길로 걷게 되었다.

## 같이 보기
- 《한국근현대사 사전》,가람계획,2005년